# Giro delle Fiandre 1964
Il Giro delle Fiandre 1964, quarantottesima edizione della corsa, fu disputato il 5 aprile 1964, per un percorso totale di 236 km. Fu vinto dal tedesco Rudi Altig, al traguardo con il tempo di 5h43'27", alla media di 41,228 km/h, davanti ad Benoni Beheyt e Jo de Roo.
I ciclisti che partirono da Gand furono 119; coloro che tagliarono il traguardo a Gentbrugge furono 51.

## Ordine d'arrivo (Top 10)
| Pos. | Corridore             | Squadra              | Tempo    |
| ---- | --------------------- | -------------------- | -------- |
| 1    | Rudi Altig            | Saint-Raphaël-Gitane | 5h43'27" |
| 2    | Benoni Beheyt         | Wiel's-Groene Leeuw  | a 4'05"  |
| 3    | Jo de Roo             | Saint-Raphaël-Gitane | s.t.     |
| 4    | Edward Sels           | Solo-Superia         | s.t.     |
| 5    | Georges Vanconingsloo | Peugeot-BP-Englebert | s.t.     |
| 6    | Arthur De Cabooter    | Solo-Superia         | s.t.     |
| 7    | Jozef Verachtert      | Dr. Mann             | s.t.     |
| 8    | Gustaaf De Smet       | Wiel's-Groene Leeuw  | s.t.     |
| 9    | Gilbert Desmet        | Wiel's-Groene Leeuw  | s.t.     |
| 10   | Rik Van Looy          | Solo-Superia         | s.t.     |